# Letirá
Letirá es una villa peruana ubicada en el distrito de Vice, perteneciente a la provincia de Sechura, en el departamento de Piura, al norte del Perú.

## Demografía
En el 2017 tenía una población de 4584 habitantes según el INEI.
| Gráfica de evolución demográfica de Letirá entre 1993 y 2017 |
|                                                              |
| Fuentes: Población 1993 y 2017                               |